# Masaki Ikeda
Masaki Ikeda (池田 昌生 Ikeda Masaki?), född 8 juli 1999 i Osaka prefektur, är en japansk fotbollsspelare.
Ikeda började sin karriär 2018 i Fukushima United FC.